# Kiwi Farms
Kiwi Farms, anciennement connu sous le nom de CWCki Forums (/ˈkwɪki/), est un forum Internet créé en 2013.  
Le site est régulièrement pointé du doigt pour son lien avec le trollage et le harcèlement en groupes organisés, ainsi que le doxxing et le harcèlement dans la vie réelle,,. Kiwi Farms est également lié au suicide de trois personnes ciblées par les membres du forum. 
L'influence de Kiwi Farms dans plusieurs controverses et campagnes de harcèlement entraîne le blocage du forum par les fournisseurs de services Internet ou le refus du service par les entreprises. Après la fusillade de la mosquée de Christchurch, le site est bloqué en Nouvelle-Zélande ; en 2021, après le suicide de Near, un développeur de logiciels non-binaire qui avait fait l'objet d'un harcèlement collectif ciblé et organisé par les membres du site, DreamHost cesse de fournir ses services d'enregistrement de domaine à Kiwi Farms. En septembre 2022, Kiwi Farms est bloqué par Cloudflare, en raison d'une « menace imminente et urgente pour la vie humaine ». Par la suite, le site se sert de DDoS-Guard, un fournisseur de services basé en Russie, qui suspend lui aussi ses services peu après pour « violation de la politique d'utilisation acceptable ».

## Création
Kiwi Farms est fondée en 2013 par Joshua Moon (connu sous le nom de « Null » sur le site Web), un ancien administrateur de 8chan,. Le site est remarqué pour la première fois en 2007 sur un imageboard de jeu vidéo sur 4chan,. Finalement, une page Encyclopedia Dramatica est créée à propos du site. Un wiki dédié, intitulé « CWCki », est créé par des personnes qui estiment que l'entrée de l'Encyclopedia Dramatica n'était pas suffisamment détaillée ou précise. Kiwi Farms s'appelle à l'origine « CWCki Forums » avant d'être renommé Kiwi Farms en 2014.

## Historique des actions
Les cibles des discussions Kiwi Farms sont souvent soumises à des groupes organisés de trollage, de harcèlement, y compris le harcèlement réel par les utilisateurs,. Les tactiques comprennent la publication d'informations personnelles sur leurs victimes — une démarche appelée « doxxing » — la tentative de les faire renvoyer de leur travail, le signalement fallacieux de crimes à leurs adresses dans le but d'envoyer la police à leur domicile — du « swatting » — et le harcèlement des membres de leur famille et amis. Certaines des campagnes de harcèlement de Kiwi Farms se poursuivent pendant des mois ou des années, et certaines visent à pousser les cibles au suicide,. Le site Web est créé à l'origine pour harceler un artiste de bande dessinée Web autiste et transgenre, mais héberge désormais des fils de discussion dédiés au harcèlement de nombreuses personnes, en particulier les minorités, les femmes, les personnes LGBT, les personnes neurodivergentes et les personnes considérées par les utilisateurs de Kiwi Farms comme étant mentalement malades ou sexuellement déviantes,. Selon Le Monde, d'autres cibles ont été visées, comme des féministes, des journalistes, des célébrités d'Internet, des amateurs de jeux vidéo ou de bandes dessinées et des personnalités d'extrême droite. 
La streameuse canadienne, militante politique et militante transgenre Clara « Keffals » Sorrenti est doxxée sur Kiwi Farms dans un fil consacré à sa discussion. Les utilisateurs du site publient des informations personnelles la concernant (adresse et numéros de téléphone) ainsi que celles de ses amis et de sa famille. Les utilisateurs divulguent également des photos d'elle sexuellement explicites et profèrent des menaces de mort,. Elle est ensuite swattée, arrêtée et détenue pendant plus de dix heures en août 2022 lorsque quelqu'un usurpe son identité et envoie de faux courriels à des hommes politiques locaux les menaçant de violences de masse. Elle est blanchie de tout acte répréhensible et la police reconnaît l'incident comme une tentative de swatting. Dans le même temps, les utilisateurs affichent aussi l'adresse d'un autre homme, dans la même ville et partagent son nom de famille ; la police est également envoyée à sa résidence. Après l'incident du swatting, Sorrenti déclare qu'elle a quitté sa maison et s'est installée dans un hôtel pour sa sécurité,. Après qu'elle a publié une photo de son chat allongé sur le lit de l'hôtel, les utilisateurs de Kiwi Farms identifient l'hôtel à partir des draps sur la photo et y envoient plusieurs commandes de pizza, prises sous son morinom. « De toute évidence, la pizza elle-même n'est pas le problème. C'est la menace qu'ils envoient en me disant qu'ils savent où j'habite et qu'ils sont prêts à agir dans le monde réel », déclare-t-elle dans une vidéo après l'incident,,. Sorrenti fuit ensuite le pays après que son emplacement est à nouveau identifié, par quelqu'un qui aurait piraté son compte Uber. Les incidents font l'objet d'une enquête pour harcèlement et Sorrenti déclare qu'elle a l'intention d'intenter une action en justice,,. Sorrenti promeut également une campagne pour faire pression sur Cloudflare, un fournisseur américain de services d'hébergement et de sécurité web, afin qu'il mette fin à l'hébergement du site Web.
Le 24 août 2022, la représentante américaine pour le 14e district du Congrès de Géorgie, Marjorie Taylor Greene, déclare dans une interview avec NewsMax qu'elle a été swattée deux fois par un utilisateur de Kiwi Farms qui s'identifie comme « AltisticRight ». Elle exige que le site web soit fermé, en déclarant : « Il ne devrait y avoir aucune entreprise ou tout type de service où vous pouvez cibler votre ennemi. C'est absolument absurde et c'est le type d'anarchie que les démocrates veulent dans tout le pays ». Cloudflare suspend un service sur le site Web permettait de personnaliser les messages d'erreur en réponse[incompréhensible],,.
Kiwi Farms utilise les services de protection DDoS de Cloudflare. À la suite de la campagne de harcèlement de Kiwi Farms contre Sorrenti, en août 2022, une campagne est lancée pour tenter de convaincre Cloudflare de cesser de fournir des services au site,. NBC News affirme que cela a été fait afin de permettre des « attaques virtuelles débilitantes » contre Kiwi Farms. Alors que Cloudflare défend initialement sa décision de continuer à travailler avec Kiwi Farms, le 3 septembre, Cloudflare interdit finalement au site d'utiliser ses services,. Les personnes tentant de visiter le site voient un message d'erreur expliquant que la décision a été prise en raison d'« une menace imminente et urgente pour la vie humaine »,. Le PDG de Cloudflare, Matthew Prince, déclare que la société a agi « parce que la rhétorique sur le site Kiwi Farms et les menaces spécifiques et ciblées [s'étaient] intensifiées au cours des dernières 48 heures au moment de la décision »,. D'autres fournisseurs de middleware, tels que hCaptcha, lui emboîtent le pas en arrêtant l'hébergement de Kiwi Farms. Bien que le site ait été brièvement hors ligne en raison de la décision de Cloudflare, il est remis en ligne « par intermittence » le 4 septembre avec le fournisseur de services russe DDoS-Guard et un nom de domaine russe enregistré le 12 juillet 2021,. L'ancien directeur adjoint du FBI pour le contre-espionnage, Frank Figliuzzi, avertit qu'en passant aux serveurs russes, Kiwi Farms « pourrait facilement devenir une menace accrue de terreur intérieure ». DDoS-Guard cesse également de fournir des services à Kiwi Farms le 5 septembre, rendant le domaine russe du site inaccessible,. Joshua Moon affirme depuis que le démantèlement de Kiwi Farms est « une attaque organisée » et qu'« il existe une coalition de criminels essayant de mettre à bas le forum pour leur comportement » qui offre « des opportunités aux victimes professionnelles d'amplifier leur message ». Moon déclare qu'il ne voyait pas de scénario réaliste pour que Kiwi Farms reste en ligne.

### Suicides de personnes ciblées par le forum
Les campagnes de harcèlement des utilisateurs de Kiwi Farms sont connues pour avoir contribué au suicide de trois personnes. La communauté Kiwi Farms considère comme un objectif de conduire ses cibles au suicide et célèbre ces décès avec un compteur sur le site Web. Ils utilisent les systèmes de signalement des réseaux sociaux pour signaler en masse les publications de cibles de harcèlement dans lesquelles ils expriment des pensées ou des intentions suicidaires, dans le but de réduire la possibilité que leurs cibles reçoivent de l'aide. 
En 2013, la développeuse de jeux vidéos américaine Chloe Sagal est ciblée par Kiwi Farms après qu'Eurogamer a signalé que la campagne de financement participatif Indiegogo de Sagal a été signalée pour « activité suspecte ». Sagal avait collecté plus de 30 000 $ sur la plate-forme pour le traitement de son empoisonnement au métal afin d'éliminer les éclats encore présents dans son corps à la suite d'un accident de voiture, mais Eurogamer rapporte que Sagal avait en fait l'intention d'utiliser les recettes du financement pour une opération de changement de sexe. Sagal décède par auto-immolation le 19 juin 2018,, et plusieurs rapports attribuent son suicide aux années de harcèlement organisées par la communauté Kiwi Farms,.
Julie Terryberry, une Canadienne, se suicide en 2016 à la suite du harcèlement soutenu des utilisateurs de Kiwi Farms,. Après la mort de Terryberry, Joshua Moon publie une note sur le forum affirmant à tort que Kiwi Farms et ses utilisateurs n'avaient aucune responsabilité légale en cas de suicide.
Dans un fil Twitter publié le 27 juin 2021, Near, un développeur de logiciels basé au Japon, connu pour son travail sur l'émulateur de jeux vidéo « higan », décrit le harcèlement à long terme des utilisateurs de Kiwi Farms. Near, non-binaire, déclare avoir enduré des brimades continues dans sa vie, mais aussi que Kiwi Farms avait aggravé le harcèlement récent qu'il subissait,,. Near déclare que ses amis avaient été doxxés et poussés au suicide par des membres du site Web, et qu'en plus du doxxing, Near avait subi du harcèlement de la part de Kiwi Farms à cause de son autisme,,. Le 28 juin, Hector Martin, un proche de Near publie un lien vers un document Google qui provient selon lui d'un de leurs amis communs, qui déclare que la mort de Near est un suicide et que le harcèlement de la part Kiwi Farms équivalait à un meurtre,,. Martin annonce le 28 juin avoir parlé à la police, qui lui a confirmé le décès de Near la veille,. USA Today rapporte le 23 juillet 2021 avoir eu une confirmation de la mort de Near de la part de son employeur.

## Autres controverses

### Fusillade de la mosquée de Christchurch
En mars 2019, Kiwi Farms republie à la fois le stream et le manifeste de Brenton Tarrant, l'auteur de la fusillade de la mosquée de Christchurch en 2019. Peu de temps après, le propriétaire du site Web, Joshua Moon, rejette publiquement la demande de la police néo-zélandaise de remettre volontairement toutes les données sur les messages concernant la fusillade, y compris les adresses e-mail et IP des membres. Moon répond de manière agressive et moqueuse, qualifiant la Nouvelle-Zélande de « pays de merde »,, et déclare qu'il « [n'avait] [rien à foutre] de ce que [disait] l'article 50 de [leur] loi de pédé sur le partage de [leur] courrier électronique »[pas clair],. Il considère la demande comme une tentative de censure et fait valoir que les autorités néo-zélandaises « n'ont pas la capacité légale d'emprisonner tous ceux qui ont publié [la vidéo] ». En Nouvelle-Zélande, ceux qui sont surpris en possession ou en partage d'images ou de vidéos de l'attaque font face à des accusations pouvant entraîner des peines allant jusqu'à 14 ans de prison,. À la suite de ces évènements, Kiwi Farms est bloqué par les fournisseurs de services Internet néo-zélandais,. 

### Paternité de la fanfictionMy Immortal
En 2017, Rose Christo, utilisatrice de Tumblr et écrivaine de fiction pour jeunes adultes, affirme qu'elle est l'auteure de la fanfiction Harry Potter My Immortal, qui, selon elle, avait été écrit afin de retrouver son frère disparu. Elle annonce que Macmillan Publishers publie un mémoire, Under the Same Stars: The Search for My Brother and the True Story of My Immortal, sur la création de la fan fiction ainsi que sur les abus qu'elle a subi dans son enfance et ses expériences en tant qu'amérindienne à New York. Un fil de discussion concernant Christo et discutant de ses revendications est créé sur Kiwi Farms. Le frère de Christo, utilisateur de Kiwi Farms, répond au fil et dément l'histoire racontée par Christo. Il conteste leur ascendance amérindienne, leur passage en famille d'accueil et la quête de sa sœur pour le localiser, qui constituent le centre de ses mémoires,. Christo admet alors qu'elle a falsifié des documents pour appuyer son histoire, mais soutient qu'elle est bien l'auteure de My Immortal. Macmillan Publishers annule toutefois la publication de ses mémoires,.